# 映日灣

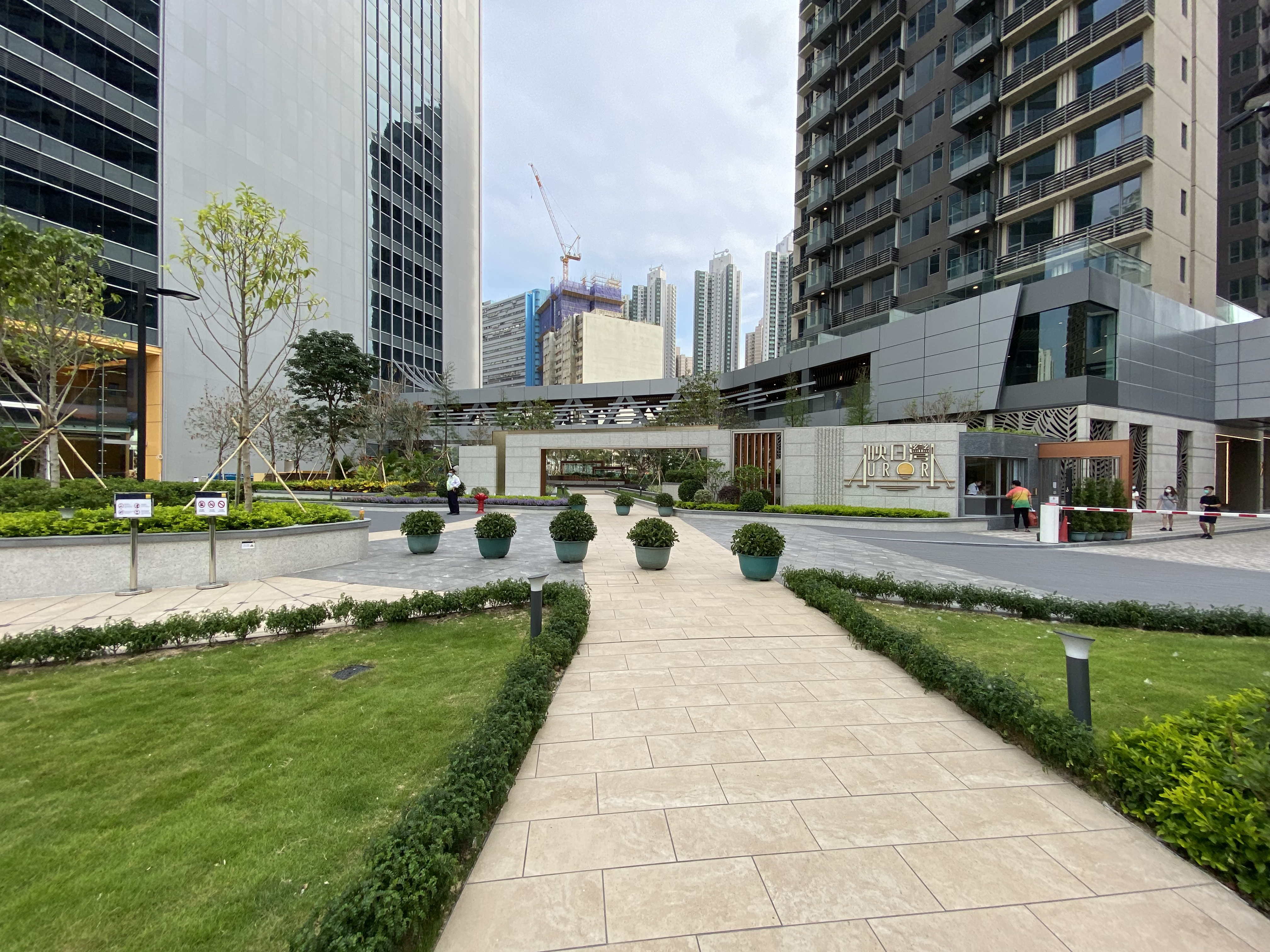
映日灣入口

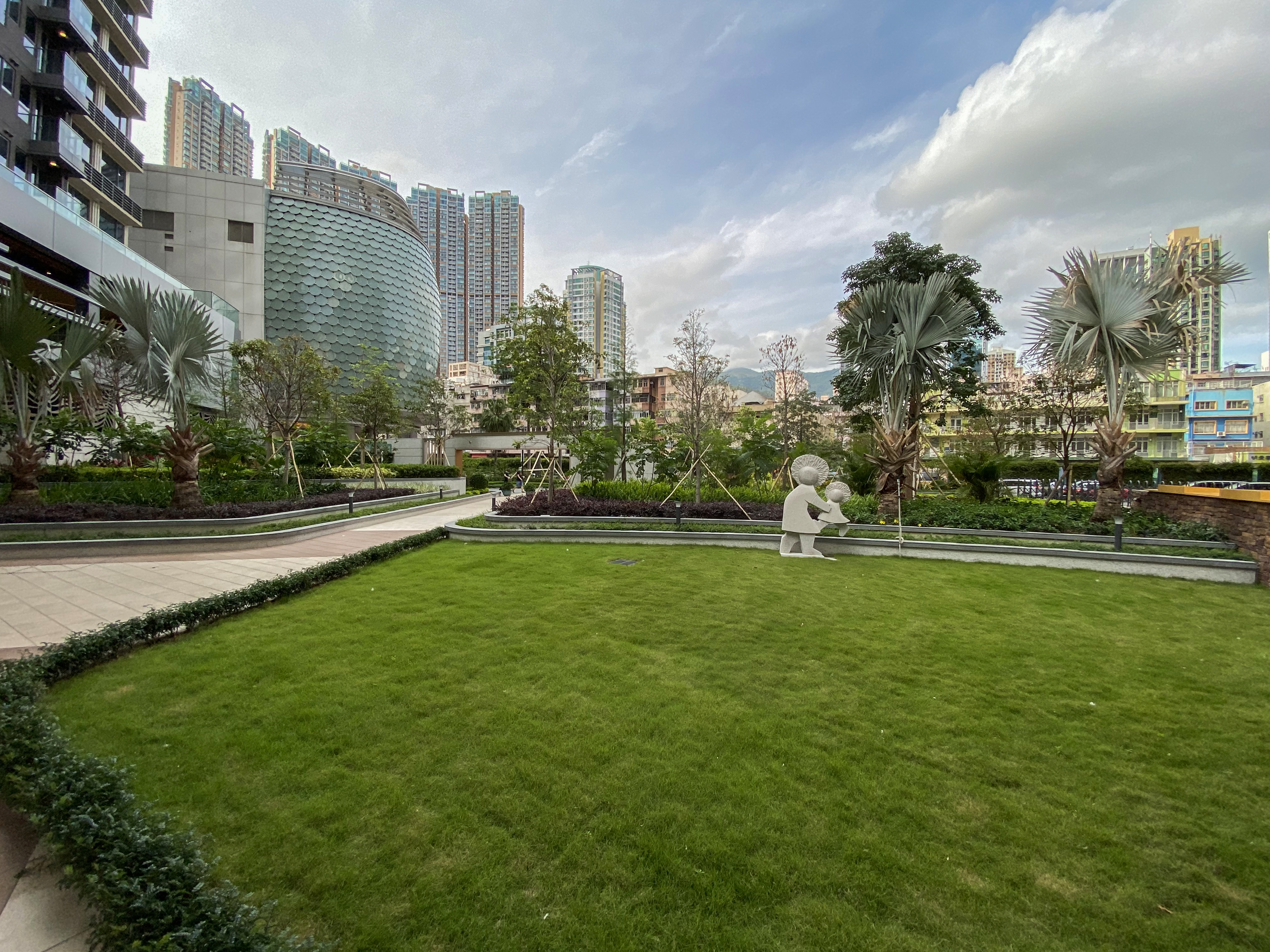
商業大樓Plaza 88與住宅地下之間為休憩空間

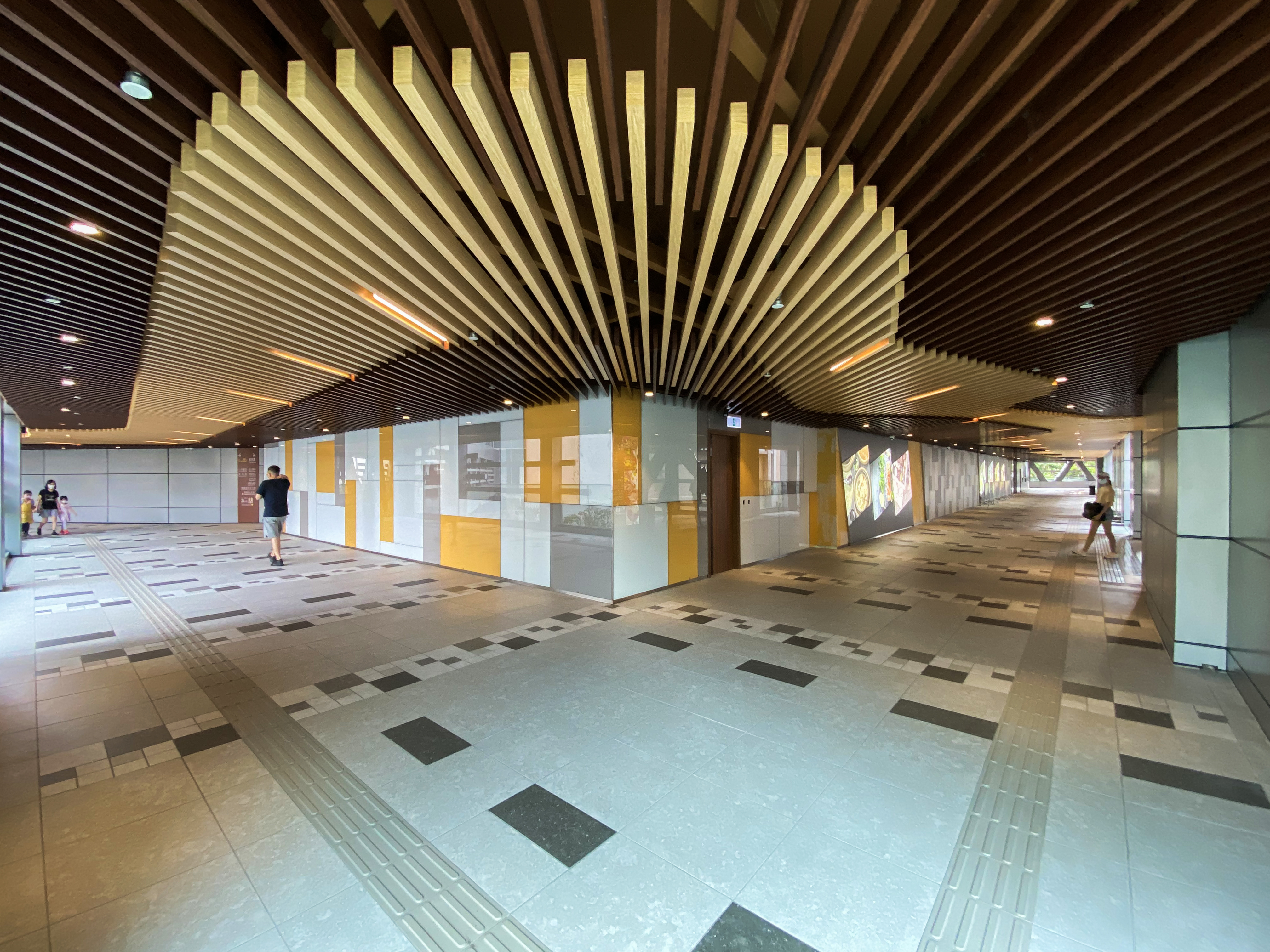
1樓24小時通道

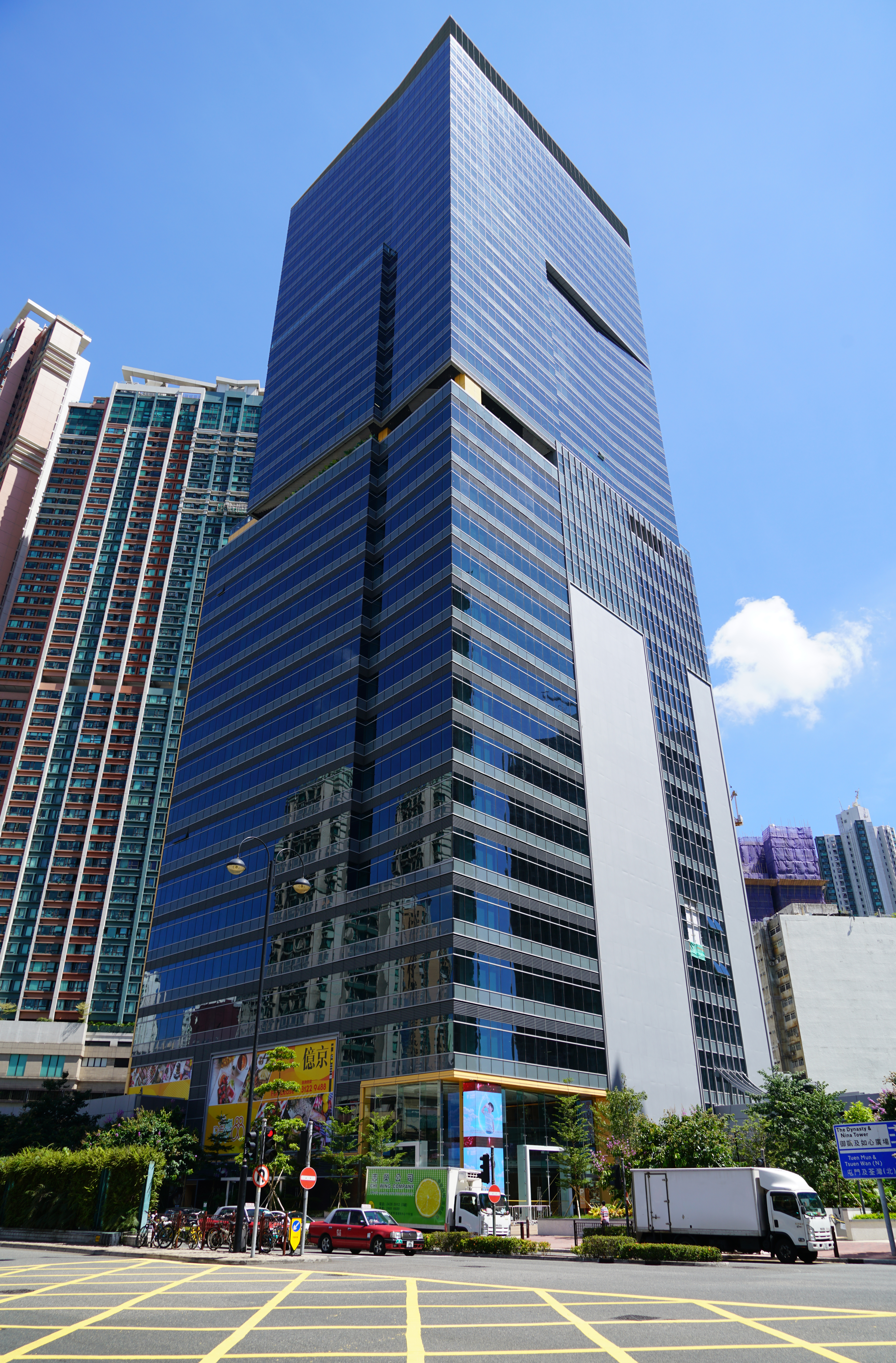
商業大樓PLAZA 88

映日灣（英語：The Aurora）是位於香港新界荃灣楊屋道88號的私人屋苑，於2020年5月落成。屋苑由億京發展及策劃有限公司發展，管理公司為映日灣物業服務有限公司。屋苑在2019年8月反修例運動期間開售，入票反應未受影響，首推354伙單位在開售首天已經沽清。

## 歷史
屋苑連同旁邊的Plaza 88所在地前身為荃灣運動場。到2013年政府將該處劃作商業及住宅綜合地皮，佔地約15.24萬方呎，並劃分為A及B地盤兩部分，分別作商業用途和住宅發展，為荃灣市中心最後一幅大型地皮。地政總署在2014年進行招標，最後有11家財團入標，包括長實及新地等五大發展商。到同年8月13日，地政總署公佈由億京發展以39.4億元投得地皮（目前部分權益已出售予一澳門商人）。

## 屋苑資料
大廈分為3座，每座31層（1-3座：地下、1至35樓），共提供840個單位。包括開放式、一房和兩房和三房單位。其中2房佔單位總數接近三成，而實用面積217方呎的開放式單位有168個，堪稱細絕荃灣新盤單位。入場費為381萬 ，折實呎價17600元。而特色戶包括頂層特色戶、複式連花園特色戶及平台特色戶，實用面積由217方呎至2,022方呎。其中複式戶僅4伙，位於1座地下及1樓A至D室，面積1,365至2,022方呎。

## 設施
樓盤設住客會所Club Aurora，佔地21,694方呎，設施包括25 米戶外游泳池、多用途宴會廳、瑜伽室、音樂室、閱讀室、兒童遊樂場和健身室等。戶外設15,806方呎空中花園及70,188方呎綠化區域及康樂設施。地庫設166個住宅停車位。

## 戶外空間
商業大樓Plaza 88與住宅地下之間為休憩空間，設草坪和多張小長椅。市民可以經該處來往楊屋道和馬頭壩道一帶。而商業大樓Plaza 88對出屬公眾休憩用地。

## 交通
屋苑提供行人天橋連接周邊商場，連接荃灣行人天橋網絡，可全天候步行來往荃灣站、荃灣西站、爵悅庭及區內主要商場。

## 興建圖像

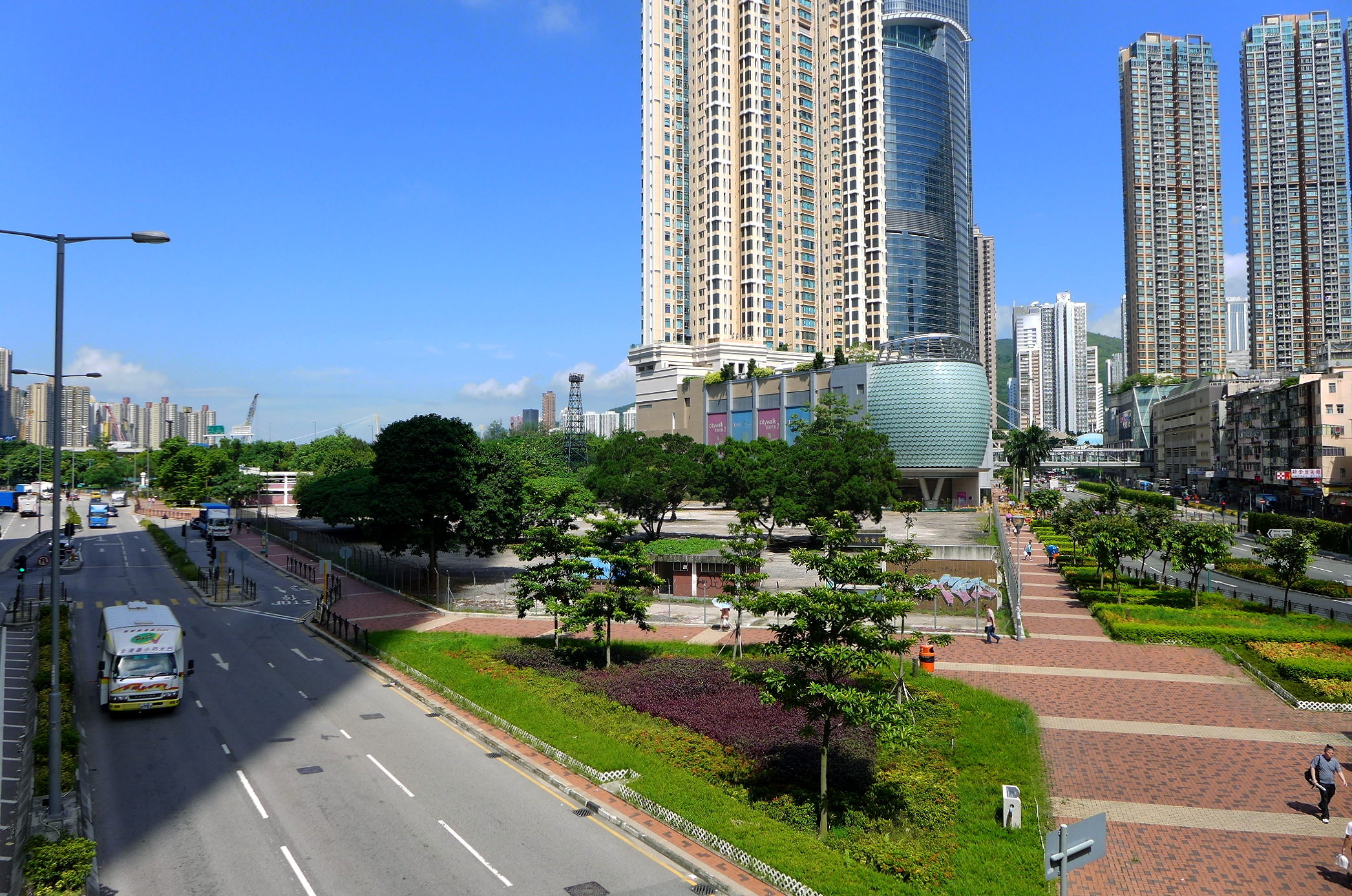
興建前殘存的荃灣運動場「茶水亭」建築，2014年8月
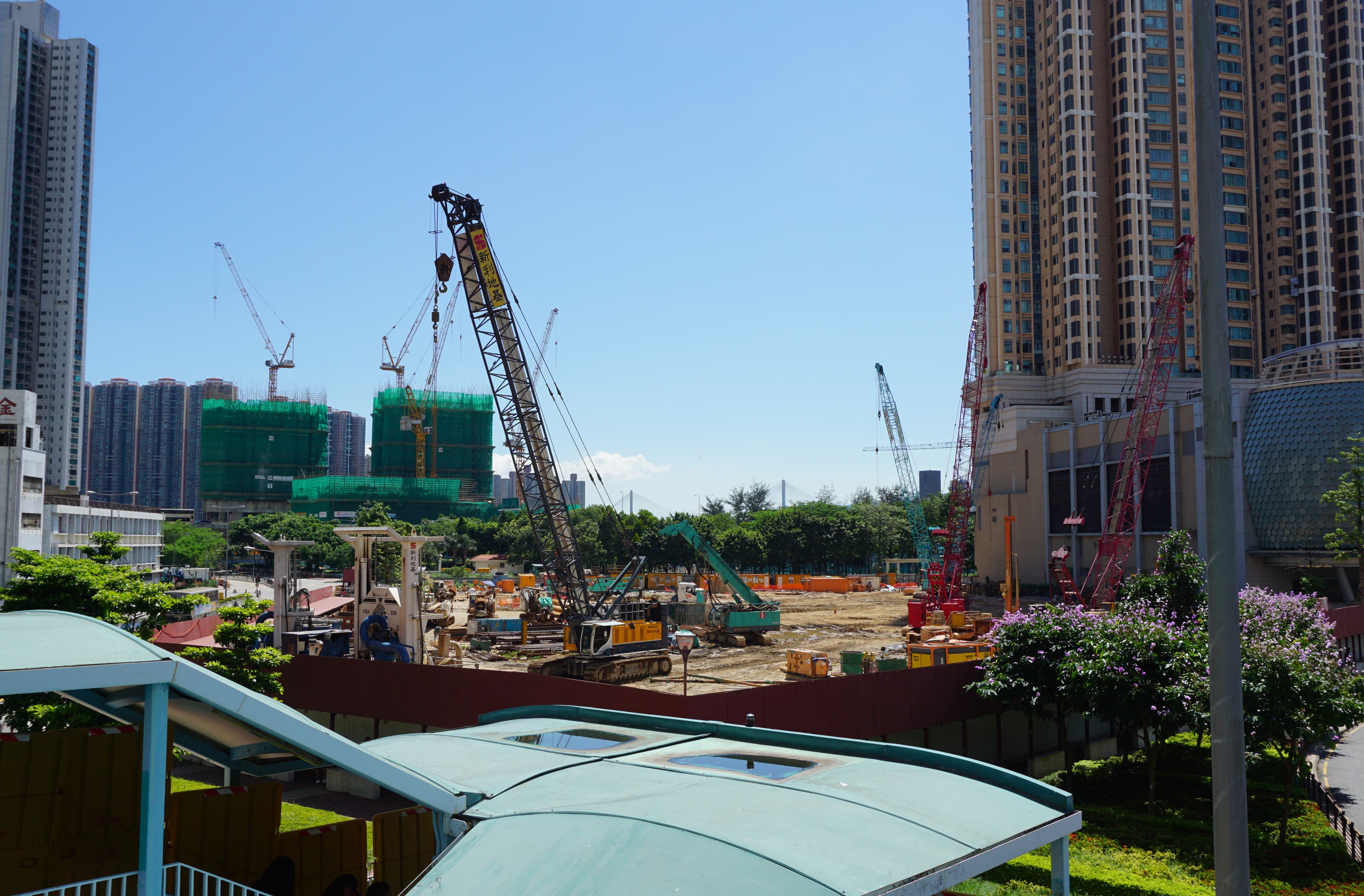
地基工程，2016年6月
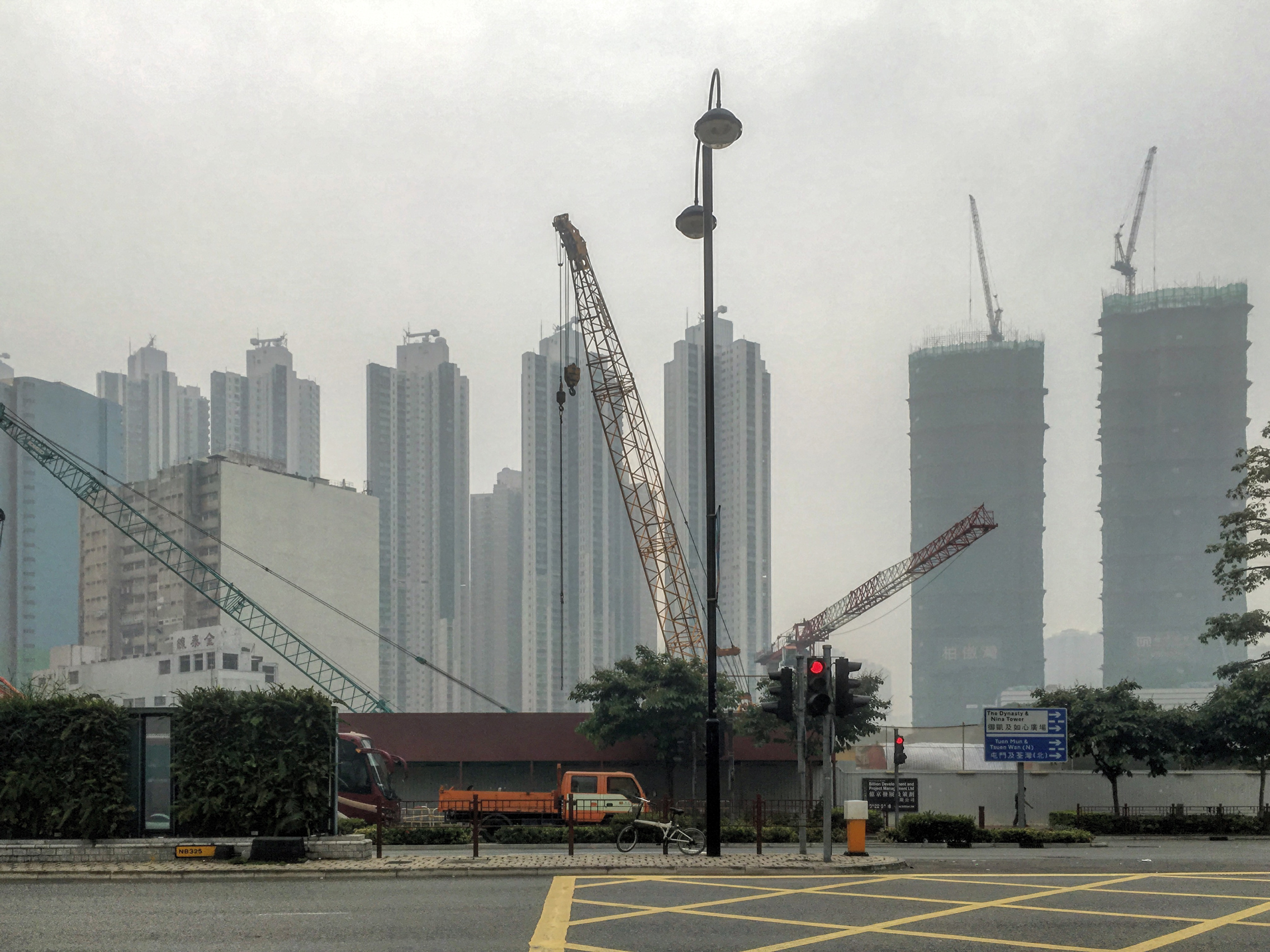
地基工程，2017年5月
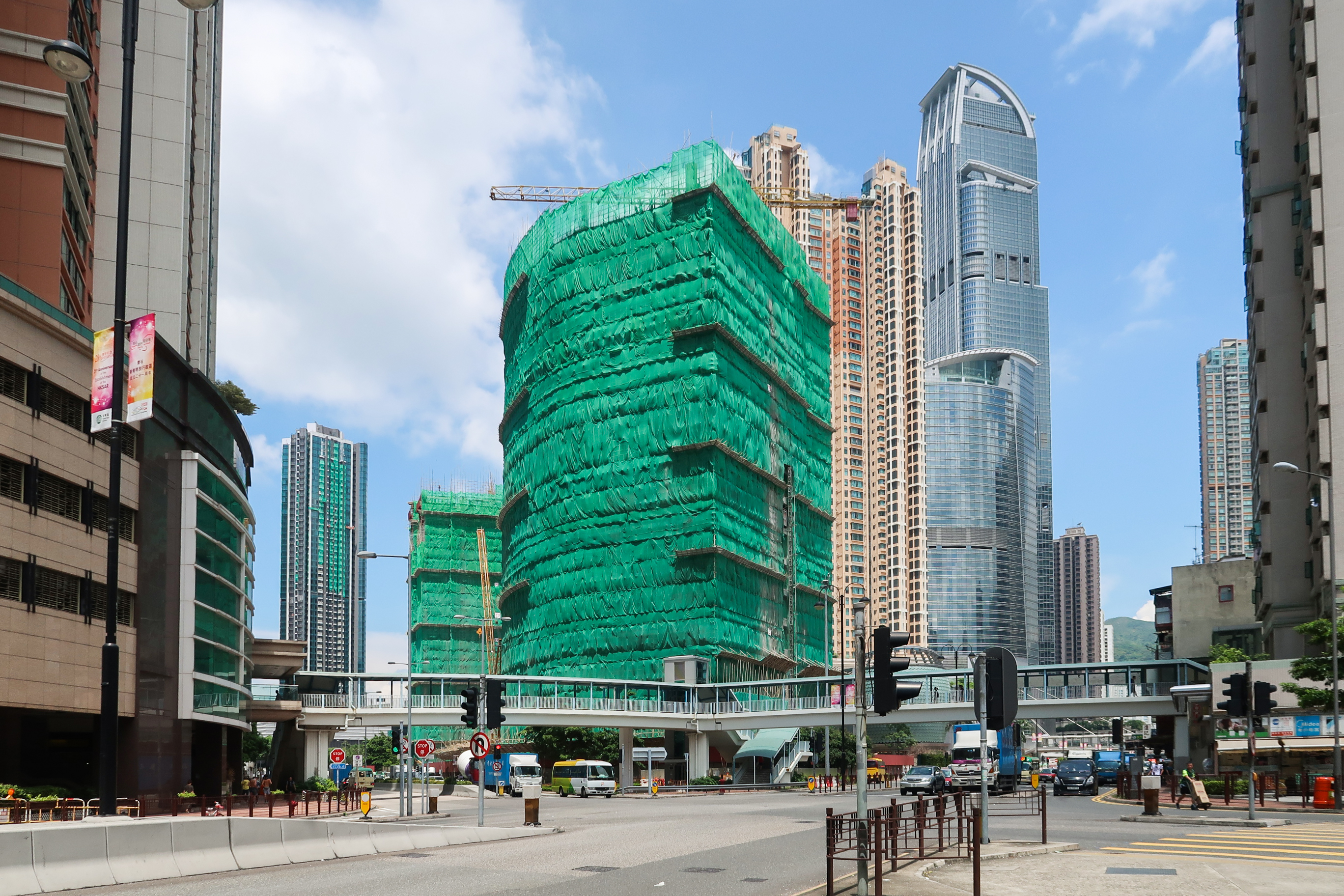
興建中，2018年7月
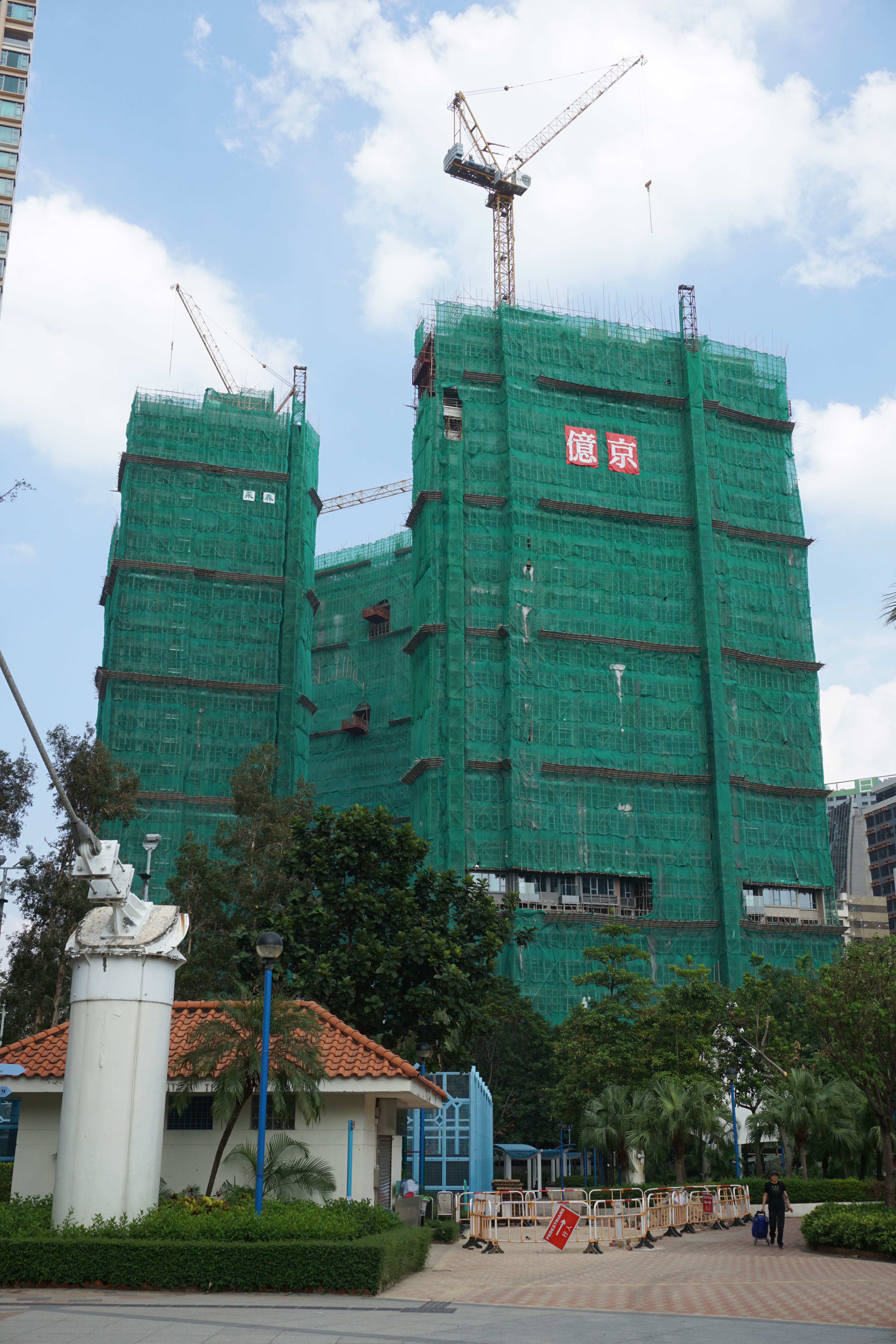
興建中，2018年10月

## 鄰近
- 爵悅庭
- 樂悠居
- 立坊
- 御凱
- 萬景峯

## 外部連結
- 映日灣官方網站 （页面存档备份，存于）